# Karl Zoernsch
Karl Philipp Zoernsch (geboren am 21. Dezember 1833 in Trier; gestorben am 15. August 1896 in Mainz) war ein preußischer Bürgermeister und 1870 auftragsweise Landrat des Landkreises Essen.

## Leben
Der Protestant Karl Zoernsch war der Sohn des Aufsehers der Altertümer zu Trier, Karl Zoernsch und dessen Ehefrau Karolina Zoernsch, geb. Neu. Als amtierender Bürgermeister (17. Januar 1859 bis 27. November 1871) der Stadt Kettwig bei Essen versah Zoernsch vom 19. Juli bis zum 24. November 1870 auftragsweise die Verwaltung des Landkreises Essen.

## Familie
In erster Ehe war Zoernsch mit Laura Meta Emma Zassenhaus (gestorben vor 1875 in Kamp) verheiratet. Aus dieser Ehe entstammte die Tochter Juliana Luise (geboren am 9. Februar 1861 in Kettwig; gestorben am 19. Februar 1948 in Bad Pyrmont). Zuletzt war Zoernsch verheiratet mit Henriette Ehrensberger (geboren um 1841 in Augsburg; gestorben am 20. März 1903 in Mainz, 62 Jahre alt), Tochter des Postsekretärs Heinrich Ehrensberger (gestorben in Augsburg) und dessen in Duisburg verstorbenen Ehefrau Anna Ehrensberger, geb. Ruutz. Ihr 1875 in Kamp geborener Sohn Karl Georg diente 1896 als Sekondeleutnant im Nassauischen Infanterie-Regiment Nr. 87, dem er auch noch 1902 zu seiner Heirat angehörte.